# Gambrus polyphemi
Gambrus polyphemi là một loài tò vò trong họ Ichneumonidae.